# Onchan
Onchan (manx: Kione Droghad) är en ort och ett distrikt i Isle of Man. Onchan ligger på den östra delen av Isle of Man, 3 km nordost om huvudstaden Douglas. Antalet invånare är 9 273 (2011).